# Bäckelbergstjärnen
Bäckelbergstjärnen är en sjö i Torsby kommun i Värmland och ingår i Göta älvs huvudavrinningsområde. Den ligger i Normyrarnas naturreservat.